# Анастас Станчев
Анастас П. Станчев (около 1815 – след 1870 г.) е български търговец, книгоиздател и дарител от Видин, действащ през периода на Българското възраждане. Известен е с участието си в търговските връзки по Дунав и с подкрепата на българското образование чрез финансиране на издаването на учебници и книги.

## Биография
Роден е във Видин около 1815 г. Произлиза от заможно търговско семейство. Следва традицията на баща си и разширява семейната дейност в търговията със зърно, вина и текстил. Поддържа контакти с търговци от Браила, Белград и Виена.

## Културна и книгоиздателска дейност
Станчев използва част от приходите си за финансиране на образователни и книжовни начинания. Дарява средства за печат на учебници и читанки в Браила и Виена, част от които са разпространявани в Северозападна България и в българските училища в Сърбия.

## Обществена дейност
Участва в изграждането на училището и читалището във Видин през 60-те години на XIX век. Подпомага местната църква и по данни от местния архив е член на търговско-благотворителна дружба, която съдейства за изпращането на ученици в чужбина.

## Исторически контекст
Периодът на дейността му съвпада с разширяването на търговията по Дунав и укрепването на връзките между българската емиграция и вътрешността на страната. Видин, като дунавско пристанище, играе важна роля в преноса на стоки, идеи, книги и културно влияние.